# Parachernes nevermanni
Espèce
Parachernes nevermanni est une espèce de pseudoscorpions de la famille des Chernetidae.

## Distribution
Cette espèce est endémique du Costa Rica. Elle se rencontre vers Coronado.

## Description
Le mâle holotype mesure 2 mm.

## Étymologie
Cette espèce est nommée en l'honneur de Ferdinand Nevermann.

## Publication originale
- Beier, 1976 : Neue und bemerkenswerte zentralamerikanische Pseudoskorpione aus dem Zoologischen Museum in Hamburg. Entomologische Mitteilungen aus dem Staatsinstitut und Zoologischen Museum in Hamburg, vol. 5, no 91, p. 1-5 (texte intégral).